# 藤本観音山古墳
藤本観音山古墳（ふじもとかんのんやまこふん）は、栃木県足利市藤本町にある4世紀中頃に築造された前方後方墳。

## 概要
藤本観音山古墳は、墳長117.8メートル、前方部は2段で高さ5.4メートル、後方部は3段で高さ11.8メートル、周濠を含めた全長は約210メートルの前方後方墳である。後方部は、3段目に葺石（ふきいし）が施され、墳頂には二重口縁（にじゅうこうえん）の壺形土器等が配されていた。前方後方墳としては全国で5番目、東日本では3番目の規模である。
1964年（昭和39年）7月25日、足利市の史跡に指定され、その後2006年（平成18年）7月28日、国の史跡に指定される。足利市では、足利学校跡、足利氏宅跡（鑁阿寺）、樺崎寺跡に次いで4番目の国指定の史跡となる。

## 周辺環境
藤本観音山古墳は、栃木県足利市藤本町530付近に位置し、南側には見渡す限りの水田風景が広がる。北側すぐの水田には産業廃棄物のスクラップが山積みになっており、その先は住宅地となる。
南西に約2キロメートル下った群馬県太田市龍舞町3089付近に塚廻り古墳群第4号古墳（通称：塚廻り4号古墳）がある。塚廻り4号古墳は、群馬県県指定史跡（昭和52年9月20日指定）であり、古墳からは円筒埴輪や形象埴輪が多数出土し現在は古墳公園として復元され公開されている。

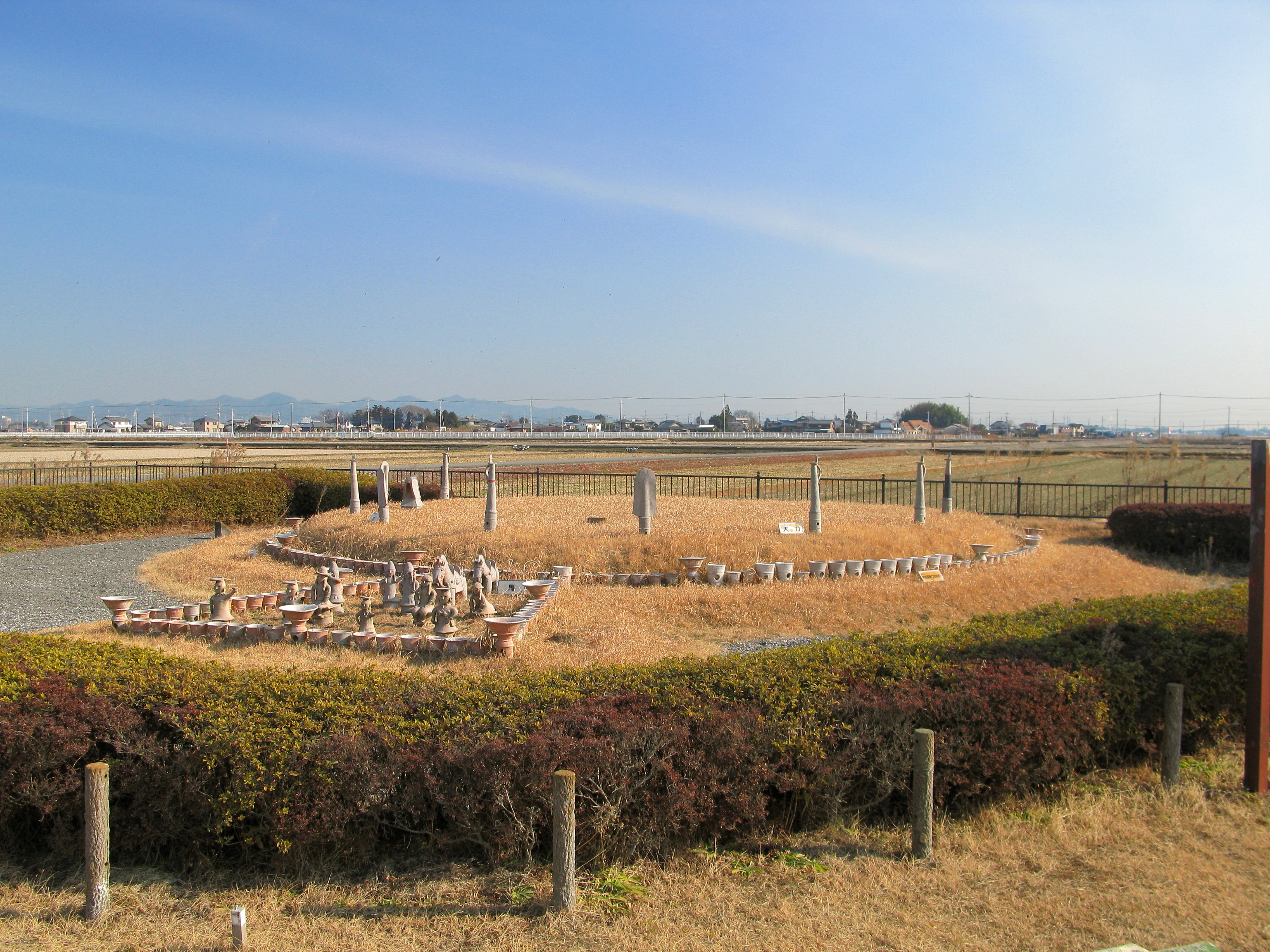
塚廻り古墳群第4号古墳

## アクセス
電車
東武伊勢崎線福居駅下車徒歩約30分
自家用車
国道50号（側道）堀込町交差点を南進約1.5キロメートルの栃木県道・群馬県道38号足利千代田線の枝道を西進約200メートル。